# Смотрич (Каменец-Подольский район)
Смотрич (укр. Смотрич) — село в Каменец-Подольском районе Хмельницкой области Украины.
Население по переписи 2001 года составляло 1254 человека. Население - 1001 человек (2023 год). Почтовый индекс — 32325. Телефонный код — 3849. Занимает площадь 6,199 км². Код КОАТУУ — 6823085401.

## История
В 1946 г. указом ПВС УССР село Татарыски переименовано в Смотрич.

## Местный совет
32370, Хмельницкая обл., Каменец-Подольский р-н, с. Колыбаевка